# Дрейчук Ігор Анатолійович
І́гор Анато́лійович Дрейчук — старший прапорщик Збройних сил України учасник російсько-української війни.
Брав участь у боях на сході України в складі 1-ї танкової бригади.

## Нагороди
За особисту мужність, сумлінне та бездоганне служіння Українському народові, зразкове виконання військового обов'язку відзначений — нагороджений
- орденом «За мужність» III ступеня (3.11.2015).
- недержавною нагородою «Єдність та воля».